# Prostitución en el Reino Unido

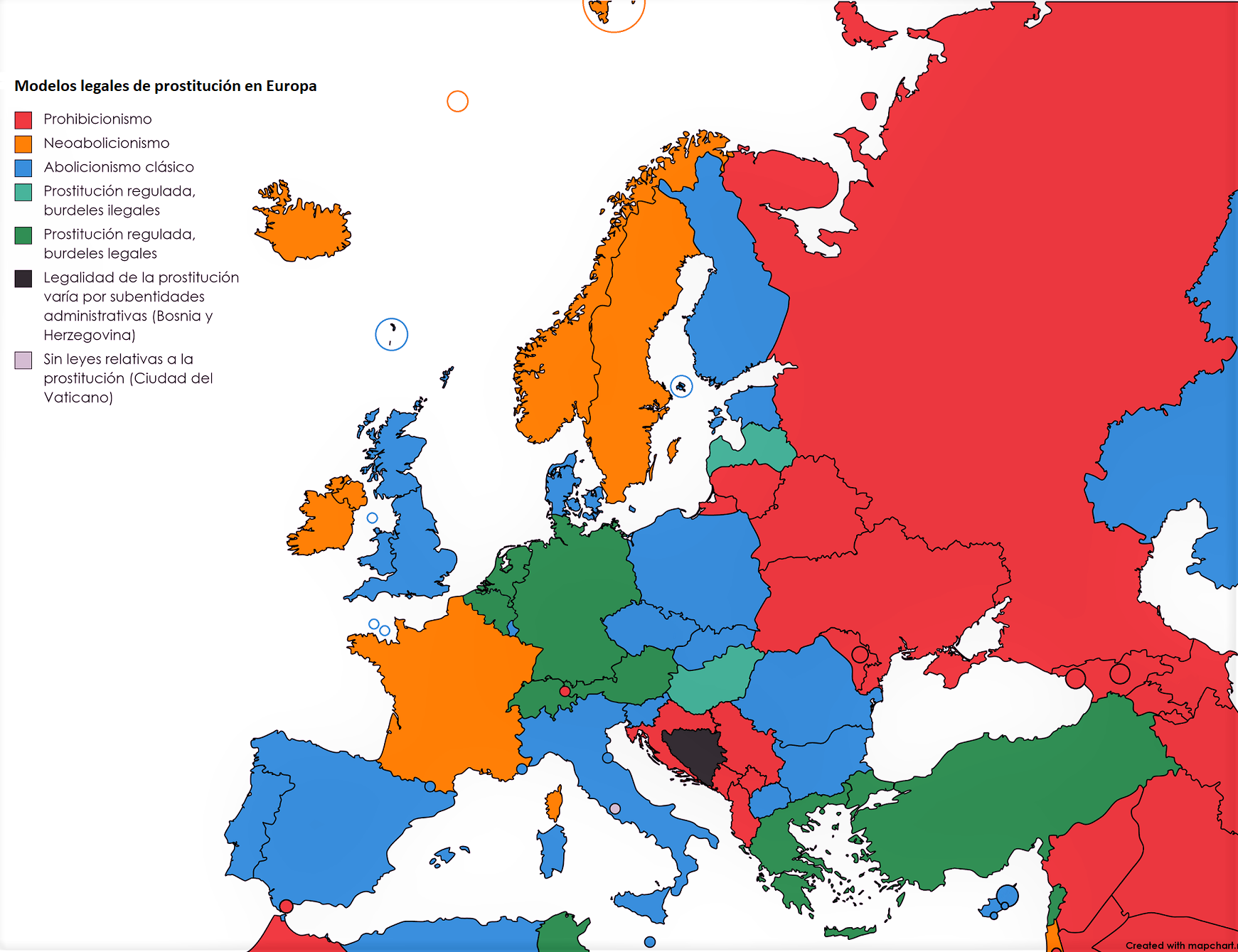
Prostitución en Europa. En azul, el modelo de abolicionismo clásico, al que pertenece Reino Unido a excepción del territorio de Irlanda del Norte.

La prostitución en el Reino Unido, en las naciones constituyentes de Inglaterra, Gales y Escocia, entendiéndolo por el acto de mantener relaciones sexuales o intercambiar diversos servicios sexuales por dinero. es legal, pero una serie de actividades relacionadas, como la prostitución en lugares públicos, el rastreo de bordillos, la propiedad o gestión de un burdel y el proxenetismo, son ilegales. En Irlanda del Norte, que anteriormente tenía leyes similares, pagar por sexo pasó a ser ilegal a partir del 1 de junio de 2015.
Aunque existen leyes que regulan el trabajo sexual, no siempre se aplican estrictamente, y en marzo de 2016 algunos informes indicaban que las fuerzas policiales hacían la vista gorda ante los burdeles. Desde entonces, sin embargo, ha habido informes de medidas enérgicas contra los burdeles en el Reino Unido. Muchos burdeles de ciudades como Mánchester, Londres y Cardiff operan bajo la apariencia de «salones de masajes».
Aunque la edad de consentimiento es de 16 años en todo el Reino Unido, es ilegal comprar sexo a una persona menor de 18 años si el agresor no cree razonablemente que tiene 18 años o más. En Inglaterra y Gales, es delito pagar por sexo con una trabajadora sexual que ha sido «sometida a la fuerza», lo que constituye un delito de responsabilidad objetiva, por el que el cliente de una trabajadora sexual puede ser procesado por el delito, incluso en ausencia de culpa o intención criminal de obligar a una trabajadora sexual a prestarle servicios sexuales.

## Extensión
El número total de prostitutas en el Reino Unido no se conoce con exactitud y es difícil de evaluar. En 2009, las autoridades y las ONG estimaron que aproximadamente 100 000 personas ejercían la prostitución en el país. Una investigación publicada en 2015 rebajó ese índice hasta aproximadamente 72 800 trabajadores del sexo en el Reino Unido; el 88 % mujeres, el 6 % hombres y el 4 % hombres y mujeres transgénero. Según un estudio de 2009 de TAMPEP, de todas las prostitutas del Reino Unido, el 41 % eran extranjeras; sin embargo, en Londres este porcentaje era del 80 %.
Las prostitutas inmigrantes procedían de Europa Central (Polonia, Hungría, Eslovaquia y República Checa) 43 %, países bálticos 10 %, Europa del Este (incluye Rumania y Bulgaria) 7 %, los Balcanes 4 %, otros países de la Unión Europea 16 %, Latinoamérica 10 %, Asia 7 %, África 2 % y Norteamérica 1 %. Se identificaron 35 países de origen diferentes. Según datos de la Oficina de Estadísticas Nacionales, la prostitución aportó 5 300 millones de libras a la economía del Reino Unido en 2009. En 2015, la HMRC creó un «grupo de trabajo dedicado al entretenimiento para adultos» para recaudar el impuesto sobre la renta no pagado de, entre otras, las agencias de acompañantes en línea.
El comercio sexual en el Reino Unido adopta diversas formas, como la prostitución callejera, la prostitución con acompañantes y la prostitución ejercida desde locales. Los locales utilizados incluyen salones de masaje, saunas, pisos privados y locales sin cita previa del Soho. En 2003, la policía encubierta visitó el club de baile erótico Spearmint Rhino, ubicado en la céntrica Tottenham Court Road de Londres, afirmando que era una tapadera para la prostitución. En 2008, un estudio elaborado por el Poppy Project encontró prostíbulos en las 33 áreas de autoridad local de Londres. Westminster tenía el mayor número, con 71, frente a los 8 de Southwark. Para este estudio, los investigadores se hicieron pasar por clientes potenciales y llamaron por teléfono a 921 burdeles que se habían anunciado en periódicos locales. Los investigadores calcularon que los burdeles generaban entre 50 y 130 millones de libras al año. Muchos funcionaban a través de negocios legítimos que tenían licencia como saunas o salones de masaje. Sin embargo, la gran mayoría se encontraban en pisos privados de zonas residenciales. El informe detectó 77 etnias diferentes entre las prostitutas. El estudio ha sido calificado como «el más exhaustivo jamás realizado sobre los burdeles del Reino Unido», pero su metodología ha sido criticada y ha sido rechazado por activistas de las trabajadoras del sexo y estudios académicos.
El tamaño de los burdeles en el Reino Unido suele ser pequeño; Cari Mitchell, en nombre del Colectivo Inglés de Prostitutas en 2008, afirmó que «la mayoría de los burdeles están discretamente regentados por dos o tres mujeres, a veces con una recepcionista, o una mujer, normalmente una ex trabajadora sexual que emplea a otras dos o tres». Hubo 55 procesamientos por explotación de burdeles en 2013-14 y 96 en 2014-2015. En 2017, se informó de que algunas propiedades se alquilaban por poco tiempo para su uso como burdeles «emergentes», a veces en zonas aisladas.
Las encuestas indican que menos hombres británicos contratan prostitutas que en otros países. Se calcula que entre el 7 % (datos de 1991) y el 11 % (según datos de 2010-2012) de los hombres del Reino Unido han utilizado los servicios de prostitutas al menos una vez, frente al 15 %-20 % en Estados Unidos o el 16 % en Francia. Los autores subrayan la dificultad de encontrar datos fiables dada la falta de investigaciones previas, las diferencias en el tamaño de las muestras y las posibles subestimaciones debidas a la preocupación por la privacidad de los encuestados.
Una encuesta realizada en 2004 a trabajadoras sexuales de la calle reveló que la edad media de entrada en la prostitución era de 21 años. En marzo de 2015, la Universidad de Leeds, financiada por el Wellcome Trust, publicó una de las mayores encuestas realizadas en el Reino Unido a prostitutas. Se descubrió que el 71 % de las prostitutas habían trabajado anteriormente en sanidad, asistencia social, educación, cuidado de niños u organizaciones benéficas, y que el 38 % tenía un título universitario. Un estudio publicado por la Universidad de Swansea en marzo de 2015 descubrió que casi el 5 % de los estudiantes del Reino Unido habían ejercido el trabajo sexual de alguna manera, incluida la prostitución. La mayoría de estudiantes se dedicaban al trabajo sexual para cubrir gastos de subsistencia (dos tercios) y para pagar deudas (45 %). Aproximadamente el 70 % de las trabajadoras del sexo trabajaban en interiores.
En 2016, el Comité Selecto de Asuntos Internos llevó a cabo su primera investigación sobre la industria del sexo. Las pruebas presentadas a la investigación indicaron que Gran Bretaña tenía aproximadamente 70.000 prostitutas que ganaban una media de 2 000 libras a la semana.
Según los testimonios, las trabajadoras del sexo cobraban una media de 78 libras por sus servicios y tenían unos 25 clientes a la semana. Alrededor de una cuarta parte eran prostitutas callejeras y el resto trabajaban en burdeles y salones de masaje. Entre los motivos por los que optaban por la prostitución se encontraban la falta de vivienda y la adicción a las drogas. Además, cada vez más familias monoparentales optan por la prostitución para mantener a sus hijos. La comisión recomendó que, dada la ausencia de datos fiables sobre el tema, el Ministerio del Interior encargara un estudio de investigación que sirviera de base para la futura legislación.

## Historia
Una de las primeras pruebas de la existencia de la prostitución en el país fue el descubrimiento, a orillas del río Támesis, de una spintria romana, una pequeña ficha de bronce que representaba a un hombre y una mujer en un acto sexual. Algunos estudiosos han sugerido que las spintria son fichas utilizadas para entrar en los burdeles o pagar a las prostitutas.

### Edad Media
Muchos de los burdeles medievales de Londres estaban situados en el área del actual Southwark, que caía bajo la jurisdicción del palacio de Winchester, residencia de los obispos de Winchester.
En 1161, un parlamento de Enrique II introdujo una normativa que permitía a los obispos conceder licencias a los burdeles y prostitutas de la zona, lo que se conoció como Libertad del Clink. Como resultado, los burdeles se multiplicaron en la parte que ahora se conoce como Bankside, del Liberty. Se les conocía popularmente como «stew-houses», ya que muchos eran también baños de vapor. El obispo era su casero, y a menudo se cerraban cuando el Parlamento estaba en sesión para guardar las apariencias. Los registros de los procesos judiciales indican que entre sus clientes había sacerdotes, monjes y frailes. Los burdeles debían permitir el registro semanal por parte de alguaciles o agentes judiciales, y no podían cobrar a las prostitutas más de 14 peniques semanales por habitación. No se permitía la apertura en días festivos y la prostitución forzada estaba prohibida. Las prostitutas no podían vivir en los burdeles ni casarse, y debían pasar una noche entera con sus clientes. Estas fueron las primeras leyes de la Europa medieval que regularon la prostitución, en lugar de suprimirla, y proporcionaron importantes ingresos a los obispos. Se cree que las prostitutas, conocidas como las ocas de Winchester, pudieron ser enterradas en terrenos no consagrados en el cementerio de Cross Bones.
Siguieron una serie de regulaciones destinadas a restringir la prostitución londinense a Southwark y reducir su atractivo. En la City de Londres, en 1277, se prohibió a las prostitutas que trabajaban en burdeles vivir dentro de los muros de la ciudad. No obstante, hay indicios de que en la City se ejercía la prostitución en zonas como Farringdon Without, lugar frecuentado por «mujeres comunes», y también en el barrio situado entre Cheapside y la iglesia de St Pancras de Soper Lane, un notorio distrito de vicio sexual que incluía una calle llamada Gropecunt Lane. En 1310 Eduardo II ordenó la abolición de los burdeles londinenses.
En la mayoría de los pueblos y ciudades de la Inglaterra medieval había burdeles, y en algunos lugares eran oficiales y de propiedad pública. Por lo general, las prostitutas sólo podían ejercer su oficio en determinadas calles o zonas. A menudo se promulgaban leyes suntuarias que obligaban a las prostitutas a vestir de forma diferente a las demás mujeres consideradas «respetables». Las leyes variaban de una ciudad a otra, y la prostitución en una localidad concreta estaba regulada, permitida de facto si no de iure, o proscrita. La regulación de la prostitución en Inglaterra duró hasta 1546, cuando el temor a que los burdeles contribuyeran a la propagación de la sífilis hizo que Enrique VIII emitiera una proclamación real. En ella se ilegalizaban todos los burdeles de Inglaterra y se ponía fin a la «tolerancia» con las prostitutas, a las que se calificaba de «personas disolutas y miserables».

### Edad Moderna

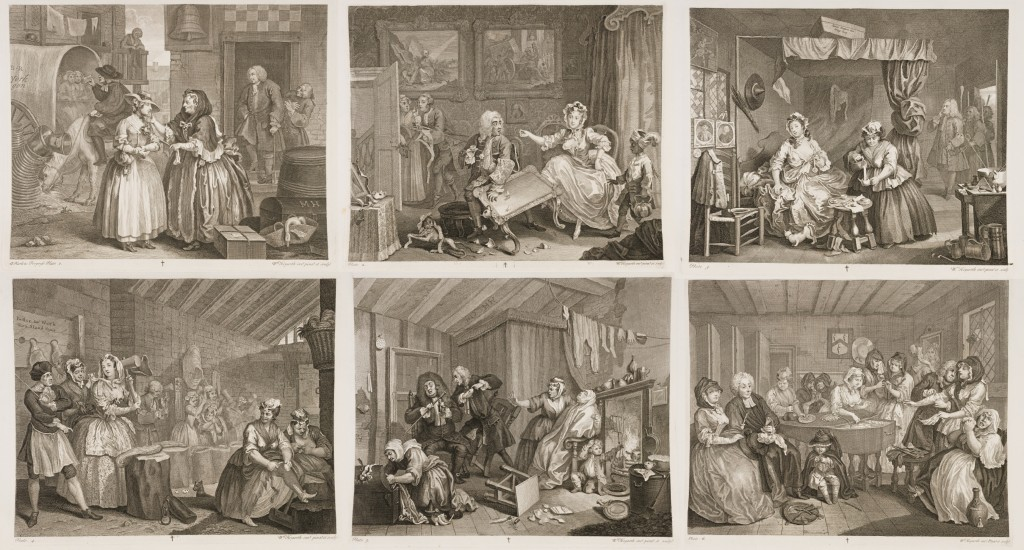
Dibujos de La carrera de una prostituta, serie de seis pinturas y grabados, obra del artista William Hogarth (1732).

La presencia de la prostitución en Londres durante los siglos XVII y XVIII queda demostrada por la publicación de directorios. The Wandering Whore se publicó durante el periodo de la Restauración, y en él se enumeraban las calles donde podían encontrarse prostitutas y la ubicación de los burdeles. A Catalogue of Jilts, Cracks & Prostitutes se publicó hacia finales del siglo XVII y catalogaba los atributos físicos de 21 mujeres que podían encontrarse en los alrededores de la iglesia de San Bartolomé durante la Feria de Bartolomé, en Smithfield. Harris's List of Covent Garden Ladies se publicó durante la segunda mitad del siglo XVIII como libro de bolsillo. En ella se describían el aspecto físico y las especialidades sexuales de unas 120-190 prostitutas que trabajaban en Covent Garden y sus alrededores (entonces un conocido barrio rojo), junto con sus direcciones y precios. El autor Vern L. Bullough sostiene que la prostitución en la Gran Bretaña del siglo XVIII era una comodidad para los hombres de todas las clases sociales y una necesidad económica para muchas mujeres pobres, por lo que era tolerada por la sociedad. No obstante, la prohibición de ejercer la prostitución se incluyó en la Ley de Casas Desordenadas de 1751 como parte de la legislación contra la alteración del orden público. Hacia finales de siglo, la opinión pública empezó a volverse contra el comercio sexual, y los reformistas pidieron a las autoridades que tomaran medidas.

### SigloXIX
El movimiento evangélico del siglo XIX denunció a las prostitutas y a sus clientes como pecadores, y a la sociedad por tolerarla. La Ley de Vagancia de 1824 introdujo el término «prostituta común» en el derecho inglés y penalizó a las prostitutas con penas de hasta un mes de trabajos forzados. La ley también tipificaba como delito que un hombre viviera de las ganancias de una prostituta (lo que a menudo se conoce como «vivir de las ganancias inmorales»).
La moral victoriana consideraba que la prostitución era un mal terrible, para las jóvenes, para los hombres y para toda la sociedad. Una de las primeras leyes introducidas durante la época victoriana para restringir la prostitución fue la Ley de Cláusulas de Policía Municipal de 1847, que tipificaba como delito que las prostitutas comunes se reunieran en cualquier «lugar de concurrencia pública», como una cafetería.
Por varias razones, la prostitución era una ocupación predominantemente de la clase trabajadora. Para muchas mujeres, el camino hacia la prostitución fue circunstancial. Durante el siglo XIX, la opinión pública comenzó a preocuparse por determinados problemas sociales; a la inversa, empezó a surgir una visión de la mujer ideal como «El ángel de la casa». El auge de la moral doméstica de la clase media y la separación de las actividades masculinas y femeninas en esferas separadas dificultaron cada vez más el acceso de las mujeres al trabajo, lo que provocó un aumento de ámbitos como el comercio de agujas, las dependientas, las cuadrillas agrícolas, el trabajo en fábricas y el servicio doméstico, todas ellas ocupaciones con largas jornadas laborales y bajos salarios. Se argumenta que los bajos ingresos obligaban a las mujeres a recurrir a la prostitución para poder mantenerse a sí mismas y a sus familias, sobre todo en los hogares en los que ya no estaba el sustentador principal. Un estudio de finales de la época victoriana mostraba que más del 90 % de las prostitutas de la prisión de Millbank eran hijas de «trabajadores no cualificados o semicualificados», más del 50 % de las cuales habían sido criadas, y el resto habían trabajado en empleos sin futuro como lavanderas, carboneras (limpiando casas) y vendedoras ambulantes.
El nivel de prostitución era elevado en la Inglaterra victoriana, pero la naturaleza de la ocupación hace difícil establecer el número exacto de prostitutas en activo. Los informes judiciales de los años 1857 a 1869 muestran que las prostitutas eran más frecuentes en los puertos comerciales y los lugares de recreo y menos en las ciudades de ferretería, los centros de fabricación de algodón y lino y los centros de lana y estambre. The Westminster Review situaba la cifra entre 50 000 y 368 000. Esto convertiría a la prostitución en la cuarta ocupación femenina. Una dificultad a la hora de calcular las cifras es que en el siglo XIX la palabra «prostituta» también se utilizaba para referirse a mujeres que vivían con hombres fuera del matrimonio, mujeres que habían tenido hijos ilegítimos y mujeres que quizá mantenían relaciones con hombres por placer y no por dinero. Las estimaciones policiales de prostitutas conocidas ofrecen una cifra totalmente distinta.
Sin embargo, esta tabla sólo se refiere a las prostitutas conocidas por la policía. La poca fiabilidad de las estadísticas durante el siglo XIX hace que no esté claro si la prostitución aumentaba o disminuía durante este periodo, pero no hay duda de que los victorianos de las décadas de 1840 y 1850 pensaban que la prostitución y las enfermedades venéreas (como se llamaban entonces las infecciones de transmisión sexual) estaban aumentando.
La opinión pública asociaba a las actrices con la prostitución, y su presencia en un lugar de ocio público indicaba la falta de respetabilidad de una mujer. En una serie de pequeños libros, The Swell's Night Guides, se enumeraban las ventajas e inconvenientes de los distintos teatros para los hombres que buscaban placer, y se daban consejos sobre cómo acercarse a las actrices. Advertía a los hombres de que no les ofrecieran dinero directamente, sino que dijeran que querían contratarlas para representaciones teatrales privadas.
Algunas prostitutas trabajaban en zonas rojas, otras en sus propios barrios. Los astilleros londinenses contaban con una gran población de prostitutas, y Granby Street, junto a la estación de Waterloo, era conocida por sus mujeres «semidesnudas» en los escaparates. Las prostitutas también encontraban trabajo en las fuerzas armadas, principalmente debido al celibato forzoso de los militares y a las condiciones de los barracones que se veían obligados a soportar. A muy pocos militares se les permitía casarse, e incluso a los que lo hacían no se les daba una asignación para mantener a sus esposas, lo que en ocasiones las atraía a convertirse también en prostitutas. La regulación de la prostitución fue el intento del gobierno de controlar el alto nivel de enfermedades venéreas en sus fuerzas armadas. En 1864, uno de cada tres casos de enfermedad en el ejército se debía a enfermedades venéreas; los ingresos en hospitales por gonorrea y sífilis alcanzaban los 290,7 por cada 1 000 soldados.
El libro de William Acton, Prostitution, Considered in Its Moral, Social, and Sanitary Aspects, publicado en 1857, atrajo la atención pública sobre la prostitución en Londres. Una dificultad a la hora de calcular las cifras es que en el siglo XIX la palabra «prostituta» también se utilizaba para referirse a mujeres que vivían con hombres fuera del matrimonio, mujeres que habían tenido hijos ilegítimos y mujeres que quizá mantenían relaciones con hombres por placer y no por dinero. Las estimaciones policiales de prostitutas conocidas ofrecen una cifra totalmente distinta.
En la década de 1860 se introdujeron las Leyes de Enfermedades Contagiosas, que adoptaban el sistema francés de prostitución autorizada, con el objetivo de minimizar las enfermedades venéreas. Las prostitutas eran sometidas a controles obligatorios de enfermedades venéreas y encarceladas hasta su curación. Las jóvenes se convertían oficialmente en prostitutas y quedaban atrapadas de por vida en el sistema. Tras una cruzada nacional dirigida por Josephine Butler, en 1886 se puso fin a la prostitución legalizada y Butler se convirtió en una especie de salvadora de las chicas a las que ayudó a liberar. La Ley de Enmienda del Derecho Penal de 1885 introdujo numerosos cambios que afectaron a la prostitución, entre ellos la penalización del acto de procurar chicas para la prostitución mediante la administración de drogas o la intimidación o el fraude, la supresión de los burdeles y el aumento de la edad de consentimiento de las jóvenes de 12 a 16 años. Esta última disposición mermó la oferta de prostitutas jóvenes, que eran las más demandadas. El nuevo código moral significaba que los hombres respetables no se atrevían a ser pillados.
También hay indicios de prostitución masculina homosexual en la época victoriana. Dado que la homosexualidad era ilegal en esta época, la mayor parte de la información de que disponemos procede de casos judiciales. Algunas docenas informan del cierre de burdeles homosexuales o de pubs, pero los lugares más frecuentados eran los parques y las calles, sobre todo los cercanos a los cuarteles.

### SigloXX
En la segunda mitad del siglo XX se hicieron varios intentos de reducir la prostitución. La Ley de Delitos Sexuales de 1956 incluía artículos que tipificaban como delito el mantenimiento de burdeles. Con la Ley de Delitos Callejeros de 1959 se añadieron nuevas restricciones para reducir la prostitución callejera: «Será delito que una prostituta común merodee o solicite en una calle o lugar público con fines de prostitución». Como consecuencia, muchas prostitutas abandonaron la calle por miedo a ser encarceladas. 
En palabras de Donald Thomas en Villains' Paradise:

La Ley de Delitos Callejeros de 1959 pretendía evitar las molestias públicas que suponía la presencia de prostitutas en las aceras, convirtiendo así a la mayoría de ellas en «prostitutas de compañía». La disponibilidad masiva del teléfono y la determinación moral de las autoridades hicieron posible el cambio. Las multas de 60 libras por ejercer la prostitución en las aceras y la posibilidad de ir a la cárcel con arreglo a la nueva ley aceleraron el cambio.

También se aumentó la pena por vivir de ganancias inmorales, hasta un máximo de siete años de prisión.
La publicación de directorios de prostitutas (también conocidas como revistas de contactos) se cuestionó legalmente en 1962, cuando Frederick Charles Shaw publicó el Ladies Directory, una guía de prostitutas londinenses. Fue condenado por «conspiración para corromper la moral pública» y recurrió alegando que no existía tal delito. La Cámara de los Lores desestimó el recurso, creando así un nuevo delito de derecho consuetudinario.
En un acto legislativo posterior, se tipificaron como delito algunas de las actividades realizadas por los clientes de las prostitutas. La Ley de Delitos Sexuales de 1985 tipificó dos nuevos delitos: el rastreo de bordillos y la captación persistente de mujeres con fines de prostitución.

### SigloXXI
El aumento del número de prostitutas procedentes del extranjero en el siglo XXI suscitó preocupación por las acusaciones de trata de seres humanos y prostitución forzada. La Ley de Delitos Sexuales de 2003 incluía artículos que tipificaban el tráfico sexual como delito específico. En 2004, el Ministerio del Interior llevó a cabo un estudio titulado Paying the Price. En un segundo estudio del Ministerio del Interior, Tackling the demand for prostitution (2008), se propuso tipificar como delito a quienes pagaran por mantener relaciones sexuales con una persona controlada contra su voluntad en beneficio de otra persona.
Este enfoque de la prostitución comenzó a avanzar legislativamente en 2008, cuando la entonces titular del Interior Jacqui Smith, anunció que pagar por mantener relaciones sexuales con una prostituta controlada por un proxeneta se convertiría en delito. Los clientes también podían ser acusados de violación si pagaban a sabiendas por mantener relaciones sexuales con una mujer víctima de trata ilegal, y los que lo hicieran por primera vez podían ser acusados. La Ley de Policía y Delincuencia de 2009 tipificó como delito pagar por los servicios de una prostituta «sometida a la fuerza», introdujo órdenes de cierre de burdeles y adoptó otras disposiciones en relación con la prostitución.
Se han probado algunos enfoques locales diferentes de la actuación policial. En Ipswich se aplicó en 2007 una versión del modelo nórdico tras los asesinatos en serie de Ipswich.
La disponibilidad masiva del teléfono y la determinación moral de las autoridades hicieron posible el cambio. Las multas de 60 libras por ejercer la prostitución en las aceras y la posibilidad de ir a la cárcel con arreglo a la nueva ley aceleraron el cambio.
También se aumentó la pena por vivir de ganancias inmorales, hasta un máximo de siete años de prisión. La publicación de directorios de prostitutas (también conocidas como revistas de contactos) se cuestionó legalmente en 1962, cuando Frederick Charles Shaw publicó el Ladies Directory, una guía de prostitutas londinenses. Fue condenado por «conspiración para corromper la moral pública» y recurrió alegando que no existía tal delito.

## Actual estatus legal

### Inglaterra y Gales
La Ley de Policía y Delincuencia de 2009 (junto con la Ley de Delitos Sexuales de 2003) sustituyó a la mayoría de los aspectos de la legislación anterior relativa a la prostitución, aunque las leyes anteriores siguieran en vigor. Trabajar como prostituta en privado no está considerado delito, como tampoco lo es trabajar como acompañante a domicilio, ni es ilegal que las prostitutas vendan sexo en un burdel, siempre que no participen en la gestión o el control del mismo. La prostitución callejera, sin embargo, es ilegal.

#### Prostitución callejera
Es delito merodear o solicitar de forma persistente en una calle o lugar público con el fin de ofrecer sus servicios como prostituta. El término «prostituta» se define como alguien que ha ofrecido o prestado servicios sexuales a otra persona a cambio de un acuerdo económico al menos en una ocasión anterior.
La ley de 2009 modificó las reglas sobre prostitución y merodeo. Sus principales diferencias consistían en el desplazamiento del foco de atención de las prostitutas a los clientes. Antes del 1 de abril de 2010, era ilegal que un cliente merodeara o solicitara sólo si lo hacía «de forma persistente» o «de manera que pueda causar molestias». Hoy en día, todas las formas de solicitación pública por parte de un cliente son ilegales, independientemente de la forma en que se solicite a la prostituta. El rastreo de bordillos es un delito sumario limitado a una multa.
La ley también tipifica como delito pagar o prometer pagar a una prostituta que haya sido objeto de una «conducta explotadora».
La ley se aplica ahora tanto a los hombres como a las mujeres que ejercen la prostitución, ya que el término «prostituto común» se ha sustituido por «persona». Antes del 1 de abril de 2010, una prostituta cometía un delito por prostituirse en un lugar público más de una vez en un periodo de un mes. Hoy, comete un delito si lo hace más de una vez en un periodo de tres meses. Las opciones de condena por vagabundeo de que disponen los tribunales incluyen una multa de hasta 1 000 libras, la emisión de una orden de conducta delictiva y la obligación de asistir a reuniones de rehabilitación mediante una orden de compromiso y apoyo.
La aplicación policial de la venta ambulante es discrecional y depende de las prioridades y los marcos policiales locales. Las directrices de la Crown Prosecution Service (CPS) y de la National Policing Guidelines no fomentan la aplicación de la ley contra las prostitutas adultas o sus clientes, sino contra quienes explotan a las prostitutas para obtener beneficios económicos.

#### Prostitución infantil
Hasta 2015 existía un delito de causar, incitar, controlar, organizar o facilitar la prostitución infantil. En 2015, el gobierno británico «legisló a través de la Ley de Delitos Graves de 2015 para eliminar todas las referencias a la "prostitución infantil" de la ley, con el fin de reflejar la verdadera naturaleza de esta actividad como explotación sexual». En virtud de estos cambios, los artículos 47 a 50 de la Ley de Delitos Sexuales de 2003, sobre «Abuso de menores a través de la prostitución y la pornografía», fueron sustituidos por los delitos de «Explotación sexual de menores». La prostitución infantil de nombre ya no existe como delito en el Reino Unido, pero, sin embargo, su lenguaje jurídico terminó siendo sustituido por el de «explotación sexual infantil», que sigue siendo un delito.

#### Burdeles
El artículo 33a de la Ley de Delitos Sexuales de 2003 también actualizaba esta ley y tipificaba como delito que una persona mantuviera, gestionara, actuara o colaborara en la gestión de un burdel al que acudieran personas para prácticas relacionadas con la prostitución (independientemente de si también para otras prácticas). Este artículo establecía una pena máxima de siete años de prisión y una mínima de seis meses.

#### Amonestaciones a prostitutas
Para demostrar la «persistencia» en virtud de la legislación vigente, dos agentes de policía deben presenciar la actividad y administrar una amonestación no reglamentaria a prostitutas. Esta amonestación difiere de una amonestación policial ordinaria en que el comportamiento que da lugar a la amonestación no tiene por qué ser en sí mismo prueba de un delito. No es necesario que un hombre o una mujer se declaren culpables antes de que se les imponga una amonestación para prostitutas, y no existe derecho de apelación. Aunque no se emprendan acciones penales, la amonestación permanece en los antecedentes penales de la persona y puede afectar a sus perspectivas de empleo en el futuro.

#### Clientes
Solicitar a alguien con el fin de obtener sus servicios sexuales como prostituta es un delito si la solicitud tiene lugar en una calle o lugar público (ya sea en un vehículo o no).
También es delito pagar o prometer el pago de los servicios sexuales de una prostituta si ésta ha sido objeto de una «conducta de explotación» (fuerza, amenazas o engaño) para llegar a tal acuerdo con ánimo de lucro. Además, aunque la edad de consentimiento es de 16 años en todo el Reino Unido, la Ley de Delitos Sexuales de 2003 (en Inglaterra y Gales) exige que las propias prostitutas sean mayores de 18 años, mientras que la edad mínima para los clientes (dentro de la ley) sigue siendo la misma que la edad general de consentimiento, 16 años.

#### Terceros
Existen varios delitos contra terceros relacionados con la prostitución. Por ejemplo, provocar o incitar a otra persona a prostituirse con ánimo de lucro es un delito. El proxenetismo (controlar las actividades de otra persona relacionadas con la prostitución de esa persona con ánimo de lucro) también es ilegal.
Del mismo modo, la prostitución en prostíbulos es ilegal. Es delito que una persona mantenga, gestione, actúe o ayude en la gestión de un burdel. Tenga en cuenta que la definición de burdel en la legislación inglesa es «un lugar al que se permite acudir para mantener relaciones sexuales ilícitas». No es necesario que el local se utilice con fines de prostitución, ya que un burdel existe siempre que más de una persona ofrece relaciones sexuales, ya sea a cambio de una remuneración o no. 
Así pues, la prohibición de los prostíbulos abarca los locales a los que se acude para mantener encuentros sexuales sin fines comerciales, como determinadas saunas y clubes para adultos. Sin embargo, los locales frecuentados por hombres para mantener relaciones sexuales con una sola mujer no son un prostíbulo, y esto es así tanto si es inquilina como si no. Así pues, en la práctica, para evitar cometer este delito, una prostituta que trabaje en privado debe trabajar sola.

#### Publicidad
La publicidad de los servicios de las prostitutas se ha expresado tradicionalmente en un lenguaje eufemístico, en parte como un intento de evitar la persecución y en parte como expresión de los valores culturales británicos. Durante décadas, las prostitutas se han anunciado en revistas especializadas en contactos, a pesar de que en 1962 se creó un delito de derecho consuetudinario de «conspiración para corromper la moral pública» para prohibir este tipo de publicidad. También se han colocado anuncios de prostitutas en cabinas telefónicas públicas (donde se conocen como tart cards), a pesar de que la Ley de Justicia Penal y Policía de 2001 tipificaba como delito este tipo de publicidad. Se ha utilizado la publicidad en periódicos, ya que la publicidad en periódicos no es ilegal en sí misma. Sin embargo, un periódico que publique publicidad de establecimientos y actividades ilegales, como burdeles o lugares donde se ofrecen servicios sexuales de forma ilegal, puede ser procesado por delitos de blanqueo de capitales en virtud de la Ley de ganancias ilícitas de 2002. Este es el caso incluso si tales lugares se anuncian bajo la apariencia de salones de masaje y saunas. Algunos cuerpos de policía cuentan con políticas locales de represión de los servicios de prostitución anunciados en la prensa local.
Las directrices de la Newspaper Society sugieren que sus miembros (la mayoría de los periódicos locales) se nieguen a publicar anuncios de servicios sexuales. En la actualidad, las empresas periodísticas suelen adoptar la política de rechazar todos los anuncios de servicios personales.
Internet es el foco principal de las comunicaciones modernas, ampliamente utilizadas por prostitutas y redes de explotación para la captación de nuevos nichos de mercado, usuarios y mano de obra, principalmente en forma de sitios web especializados, aunque también se han utilizado las redes sociales y perfiles en Facebook, Instagram o incluso Craigslist. Las redes sociales también se han convertido en una forma común de atraer clientes. Un proyecto de ley no exitoso de un miembro privado para prohibir la publicidad de la prostitución, la Publicidad de la Prostitución (Prohibición) Bill 2015-16, fue presentado por Lord McColl de Dulwich en la Cámara de los Lores en junio de 2015, siendo respaldado por el grupo de defensa cristiano CARE.

### Escocia
Desde la devolución en 1998, el Parlamento escocés ha comenzado a aplicar una política independiente a la prostitución que había sido históricamente similar a la de Inglaterra desde el Acta de Unión.
La prostitución callejera está regulada por la Ley de Gobierno Cívico de 1982, sección 46(1). Arrastrarse por los bordillos, solicitar a una prostituta para mantener relaciones sexuales en un lugar público y merodear con el mismo fin también son delitos tipificados en la Ley de prostitución de 2007. Anteriormente no existía en Escocia un delito específico dirigido a los clientes, a diferencia del delito de «rastreo de bordillos» tipificado en Inglaterra y Gales en la Ley de Delitos Sexuales de 1985.
En el Parlamento escocés se presentó un proyecto de ley sobre zonas de tolerancia de la prostitución, pero no llegó a convertirse en ley. Se han hecho varios intentos de penalizar la compra de sexo, pero todos han fracasado.

### Irlanda del Norte
Desde el 1 de junio de 2015 es ilegal pagar por sexo en Irlanda del Norte como consecuencia de la Ley de Trata y Explotación de Seres Humanos de 2015, promulgada en enero de dicho año. Anteriormente, la prostitución estaba regida por restricciones legales similares a las del resto del Reino Unido. El primer enjuiciamiento por pagar por los servicios de una prostituta se llevó a cabo en octubre de 2017 en Dungannon.

## Reforma legislativa

### Opinión pública
Una encuesta CATI realizada en enero de 2008 reveló las siguientes respuestas:
- Pagar por sexo explota a las mujeres y debería ser delito: 44 % del total de los encuestados está de acuerdo (65 % de los que tienen entre 18 y 24 años están de acuerdo; 48 % de todas las mujeres están de acuerdo, 39 % de los hombres están de acuerdo).
- Pagar por sexo explota a las mujeres pero no debería ser un delito: el 21 % de los encuestados está de acuerdo.
- Pagar por sexo no explota a las mujeres y no debería ser un delito: 17 % del total de encuestados está de acuerdo
- Pagar por sexo no explota a las mujeres pero debería ser un delito: 8 % del total de encuestados está de acuerdo.[76]

Una encuesta de Ipsos-Mori realizada en julio y agosto de 2008 mostró que el 61 % de las mujeres y el 42 % de los hombres pensaban que pagar por sexo era «inaceptable», mientras que el 65 % de las mujeres y el 40 % de los hombres decían que vender sexo era «inaceptable». Los jóvenes eran los que más se oponían a la prostitución, con un 64 % diciendo que pagar por sexo era «inaceptable» y un 69 % creyendo que vender sexo era «inaceptable»; las personas mayores tenían actitudes más relajadas respecto a la prostitución (los hombres mayores de 55 años eran los que más aceptaban la compra de sexo). De todas las personas encuestadas, el 60 % se sentiría avergonzado si descubriera que un miembro de su familia trabajaba como prostituto, mientras que el 43 % pensaba que debería ser ilegal pagar por sexo; sin embargo, el 58 % apoyaba que fuera ilegal pagar por sexo si «ayudara a reducir el número de mujeres y niños víctimas de la trata en el Reino Unido con fines de explotación sexual».
Otra encuesta, realizada en agosto de 2015, indicó una opinión mayoritaria a favor de despenalizar la prostitución entre los adultos de Gran Bretaña. En una encuesta realizada a 1.696 adultos en Gran Bretaña, el 54% se mostró partidario de despenalizar la prostitución. La pregunta se planteaba así: «Actualmente la prostitución está restringida en Gran Bretaña, lo que significa que en algunos casos puede ser legal pero en otros es un delito penal, por ejemplo la prostitución callejera y la explotación de un burdel. ¿Apoyaría o se opondría a la despenalización total de la prostitución, siempre que sea consentida?». Los resultados fueron los siguientes:
- Total: 21 % se opone, 54 % apoya, 25 % no sabe.
- Hombres: 15 % en contra, 65 % a favor, 20 % no sabe.
- Mujeres: 27 % se oponen, 43 % apoyan, 29 % no saben.

### Regulación
En 2006, el gobierno laborista planteó la posibilidad de flexibilizar las leyes sobre prostitución y permitir pequeños burdeles en Inglaterra y Gales. Según la ley aún vigente, una prostituta puede trabajar en un local cerrado, pero si hay dos o más prostitutas el lugar se considera un burdel y constituye un delito. Históricamente, las policías locales han oscilado entre la tolerancia cero con la prostitución y los barrios rojos no oficiales.
Tres funcionarios del Ejecutivo de Gordon Brown, Vernon Coaker (ministro de Seguridad) Barbara Follett (ministra para el Este de Inglaterra) y Vera Baird (solicitadora general para Inglaterra y Gales), visitaron los Países Bajos para estudiar su enfoque del comercio sexual, y llegaron a la conclusión de que su política de prostitución legal no era eficaz, por lo que descartaron la legalización de la prostitución en el Reino Unido. Los planes para permitir «mini burdeles» fueron abandonados, tras el temor de que tales establecimientos llevaran a proxenetas y traficantes de drogas a zonas residenciales.
Sobre el tema de la regulación local, una portavoz del Colectivo Inglés de Prostitutas comentó en 2016: «Una zona regulada no sustituye a la despenalización. Algunas mujeres se quejan de que la policía se lava las manos en la zona y se sienten segregadas de la protección de la comunidad local".

### Discriminación
El Reino Unido, como otros países europeos, cuenta con grupos de defensa de los derechos de las trabajadoras del sexo, que defienden que la mejor solución para los problemas asociados a la prostitución es la despenalización. Estos grupos han criticado las disposiciones de la Ley de Policía y Crimen de 2009. El Colectivo Inglés de Prostitutas (ECP, por sus siglas en inglés), fundado en 1975, hace campaña por la despenalización de la prostitución, el derecho de las trabajadoras del sexo al reconocimiento y la seguridad, y alternativas financieras para que nadie se vea obligado a prostituirse por la pobreza; además, el ECP proporciona información, ayuda y apoyo a prostitutas individuales y a otras personas preocupadas por los derechos de las trabajadoras del sexo. Uno de sus miembros, Nikki Adams, afirmó que el gobierno estaba exagerando el alcance del problema de la trata, y que la mayor parte de la prostitución era consentida. El Sindicato Internacional de Trabajadoras del Sexo (IUSW, por sus siglas en inglés), con sede en el Reino Unido y perteneciente al sindicato GMB, también realiza campañas por los derechos laborales de las personas que trabajan en la industria del sexo.
En 2010, en respuesta a los asesinatos de tres prostitutas en Bradford, el nuevo primer ministro conservador David Cameron afirmó que la despenalización de la prostitución debería «considerarse de nuevo». La Asociación de Jefes de Policía sugirió que la designación de zonas rojas y la despenalización de los burdeles podrían contribuir a mejorar la seguridad de las prostitutas. Los acusados en un caso de prueba en Manchester intentaron utilizar la Ley de Derechos Humanos de 1998 para argumentar que la ley contra el mantenimiento de burdeles vulneraba sus derechos humanos al no permitirles trabajar juntos como prostitutas en condiciones de seguridad. Sin embargo, el caso fracasó en 2016 sin veredicto.
En marzo de 2016, el entonces líder del Partido Laborista Jeremy Corbyn, en un discurso ante estudiantes de Goldsmiths, Universidad de Londres, dijo que estaba «a favor de despenalizar la industria del sexo».
En mayo de 2016, el Comité Selecto de Asuntos Internos, encabezado por Keith Vaz, investigó las leyes de prostitución en Gran Bretaña. El comité convocó a Brooke Magnanti y Paris Lees para que testificaran sobre las condiciones del trabajo sexual en el Reino Unido. Ambas sugirieron que deberían eliminarse los antecedentes penales de las personas detenidas por delitos relacionados con la prostitución. El informe provisional del comité se publicó en julio de 2016. En él se recomendaba despenalizar el proxenetismo y permitir que las trabajadoras sexuales compartan locales, al tiempo que se mantenían las leyes que permiten procesar a quienes utilizan los burdeles para controlar o explotar a las trabajadoras sexuales. También se recomendaba eliminar los antecedentes penales por prostitución, como sugerían Maganti y Lees. Las organizaciones sin fines de lucro de trabajadores sexuales calificaron la aparente decisión de giro en U como «una victoria impresionante para los trabajadores sexuales y nuestras demandas de despenalización» y «un paso gigante hacia adelante para los derechos de los trabajadores sexuales en el Reino Unido».
En mayo de 2019, el Real Colegio de Enfermería votó a favor de la despenalización de la prostitución en el Reino Unido. La decisión se basó principalmente en salvaguardar a las trabajadoras sexuales y mejorar su salud.

### El modelo nórdico en Reino Unido
Quienes se oponen a la legalización de la prostitución se centran en el argumento ético de que la prostitución es intrínsecamente explotadora, una opinión que sostienen muchos miembros del Gobierno y de la policía. Además, se argumenta que la legalización de la prostitución provocaría un aumento de la trata de seres humanos y de la delincuencia. Un ejemplo ofrecido por los activistas contra la prostitución es el de Ámsterdam, en Países Bajos, que experimentó graves problemas con la trata de personas y la delincuencia en 2010. En ese momento, el alcalde de la ciudad, Job Cohen, dijo sobre la prostitución legal: «Nos hemos dado cuenta de que ya no se trata de pequeños empresarios, sino de grandes organizaciones criminales implicadas en la trata de mujeres, drogas, asesinatos y otras actividades delictivas» y »Nos hemos dado cuenta de que esto [la prostitución legal] no ha funcionado, que la trata de mujeres continúa. Ahora las mujeres se mueven más, lo que dificulta el trabajo de la policía".
En 2007, Harriet Harman, líder de la Cámara de los Comunes, propuso que se abordara el «lado de la demanda» de la prostitución ilegalizando el pago por sexo. Los ministros señalaron a Suecia, donde la compra de servicios sexuales es un delito penal.
En marzo de 2014, un grupo parlamentario multipartidista de la Cámara de los Comunes publicó un informe titulado Shifting the Burden en el que se afirmaba que la legislación actual es complicada y confusa. El informe expresaba su preocupación por la dificultad de enjuiciar con éxito el abuso sexual de niñas y la violación de mujeres víctimas de trata. El informe proponía la introducción del modelo nórdico de prostitución en Inglaterra y Gales, consolidando la legislación actual en una única ley con un delito general por la compra de servicios sexuales. También sugería reexaminar la definición de fuerza y coacción en la Ley de Policía y Delincuencia de 2009 y elevar de 13 a 16 años la edad a partir de la cual se establece la responsabilidad objetiva en virtud de la Ley de Delitos Sexuales de 2003.
En noviembre de 2014, la diputada Fiona Mactaggart presentó una enmienda al proyecto de ley sobre la esclavitud moderna, que consolidaba y simplificaba los delitos de esclavitud y trata en una sola ley. La enmienda de Mactaggart pretendía tipificar como delito la compra de sexo («proxenetismo a cambio de una remuneración»). En respuesta, la ministra del Interior en la sombra, Yvette Cooper, presentó una enmienda alternativa que pedía un periodo de revisión e investigación. La enmienda de Mactaggart se retiró posteriormente antes de que el proyecto se convirtiera en ley en marzo de 2015, a pesar de haber recibido inicialmente el apoyo de todos los partidos.
En enero de 2016, el Comité Selecto de Asuntos Internos inició una investigación sobre la legislación relativa a la prostitución, que incluía tratar de evaluar «si la balanza en la carga de la criminalidad debería trasladarse a quienes pagan por sexo en lugar de a quienes lo venden». Sobre el tema de la «ley del comprador de sexo» (como denominó al modelo nórdico), el informe provisional del comité decía:

La ley del comprador de sexo [...] se basa en la premisa de que la prostitución es moralmente mala y, por lo tanto, debería ser ilegal, mientras que en la actualidad la ley no hace tal juicio moral [...] la ley del comprador de sexo no hace ningún intento de discriminar entre la prostitución que tiene lugar entre dos adultos que dan su consentimiento y la que implica explotación. Gran parte de la retórica también niega a las trabajadoras del sexo la oportunidad de hablar por sí mismas y de tomar sus propias decisiones...Aún no estamos convencidos de que la ley del comprador de sexo sea eficaz para reducir la demanda o mejorar la vida de los profesionales del sexo...

## Delitos contra las prostitutas
Las prostitutas son víctimas habituales de delitos debido a la situación social y jurídica de su profesión. 180 trabajadoras del sexo fueron asesinadas en Gran Bretaña entre 1990 y 2015, según las cifras facilitadas por el plan National Ugly Mugs (NUM). De las últimas 11 fallecidas, nueve eran inmigrantes. Una investigación de la Universidad de Leeds realizada en 2015 reveló que el 47 % de las prostitutas habían sido víctimas de delitos, como violaciones y robos, mientras que el 36 % había recibido mensajes de texto, llamadas telefónicas o correos electrónicos amenazadores. La tasa de mortalidad de las trabajadoras del sexo es 12 veces superior a la media nacional. Ha habido varios sitios web que han permitido a las prostitutas publicar advertencias sobre clientes potencialmente peligrosos. En 2007, el foro Saafe (Support and Advice for Escorts) creó una función centralizada utilizando RSS de sitios ya existentes. Esto no funcionó tan bien como estaba previsto y se terminó en 2010. En 2011, el Ministerio del Interior anunció un plan piloto para una red nacional en línea (National Ugly Mugs) con el fin de recopilar y distribuir información. El plan se puso en marcha en 2012 y fue gestionado por la Red de Proyectos de Trabajo Sexual del Reino Unido. Ha continuado tras su periodo piloto de 12 meses y sigue en funcionamiento.

## Tráfico sexual
A principios de la década de 2000 creció la preocupación por la trata de seres humanos, en particular por las denuncias de tráfico de mujeres y niñas menores de edad hacia el Reino Unido con fines de prostitución forzada. Como resultado, la Ley de Delitos Sexuales de 2003 incluyó secciones que abordan los casos de tráfico sexual. El artículo 57 de la ley se refiere a la trata con fines de explotación sexual en el Reino Unido. Los delitos relacionados con la trata dentro y fuera del Reino Unido figuran en los siguientes artículos 58 y 59. Estos delitos se aplican en Inglaterra y Gales. La ley utiliza una definición de «trata» mucho más laxa que la definición internacional utilizada en el Protocolo de la ONU, sin ningún requisito de que una persona sea objeto de trata con fines sexuales contra su voluntad o con el uso de coacción o fuerza. El simple hecho de organizar o facilitar la llegada al Reino Unido de otra persona con fines de prostitución se considera trata. De ahí que la ley abarque el desplazamiento de todas las trabajadoras del sexo, incluidas las profesionales voluntarias que simplemente viajan en busca de mejores ingresos.
En 2005, un sonado caso judicial acabó con la condena de cinco albaneses que traficaron con una joven lituana de 16 años y la obligaron a mantener relaciones sexuales con hasta 10 hombres al día. Un informe de la ONU de 2007 identificó como principales fuentes de trata de personas a Tailandia, China, Nigeria, Albania, Bulgaria, Bielorrusia, Moldavia y Ucrania. El gobierno británico firmó el Convenio del Consejo de Europa sobre la Lucha contra la Trata de Seres Humanos en marzo de 2007, y lo ratificó en diciembre de 2008.
En julio de 2008, la Operación Pentámetro Dos, la mayor investigación jamás realizada en el Reino Unido sobre la trata con fines sexuales, anunció 528 detenciones, pero no dio lugar a ninguna condena. Un estudio llevado a cabo en 2011 por la Universidad Metropolitana de Londres y financiado por el Consejo de Investigación Económica y Social del Gobierno concluyó que el 6 % de las prostitutas «se sentían engañadas y obligadas» a trabajar. Al comentar esta cifra tan baja, el doctor Nick Mai afirmó que «la gran mayoría de las trabajadoras migrantes en la industria del sexo del Reino Unido no son forzadas ni víctimas de la trata» y que «trabajar en la industria del sexo es a menudo una forma de que los migrantes eviten las condiciones poco gratificantes y a veces de explotación que encuentran en trabajos no sexuales». Sin embargo, la encuesta del ESRC sigue siendo controvertida, ya que sus datos se derivan de entrevistas posteriores a las trabajadoras del sexo, cuya susceptibilidad al síndrome de Estocolmo y otros traumas psicológicos está bien documentada.
La Oficina de Vigilancia y Lucha contra la Trata de Personas del Departamento de Estado de los Estados Unidos clasificó en 2024 a Reino Unido como país de «nivel 1».